# Simon Gjoni
Simon Gjoni (28. říjen 1925, Skadar - 31. říjen 1991, Tirana) byl albánský dirigent a hudební skladatel.
Již v dětství se naučil hrát na kytaru, trombon a klavír. Vystudoval gymnázium Illyricum v rodném Skadaru. Roku 1952 odjel do Československa a v letech 1952-1958 vystudoval Akademii múzických umění v Praze. V Praze tehdy i dirigoval: např. Rosamundu Franze Schuberta, Peer Gynta Edvarda Griega či Pygmalion Jiřího Antonína Bendy. V roce 1958 se vrátil do Tirany, kde začal učit na umělecké střední škole. V roce 1961 se stal jedním z prvních vyučujících na nově založené vysoké škole, Akademii hudby a umění v Tiraně. Od roku 1958 pracoval také pro Národní divadlo opery a baletu a nahrával hudbu pro albánský film. Byl také jedním ze zakladatelů Symfonického orchestru albánského rozhlasu a televize. Věnoval se též hudební teorii. Jeho skladatelská tvorba je žánrově i formálně pestrá, psal populární písně, romantické kantáty, balady, zejména pro klavír, klarinet a housle. Tvořil ale i velká orchestrální a symfonická díla.